# マンハイム-シュトゥットガルト高速線

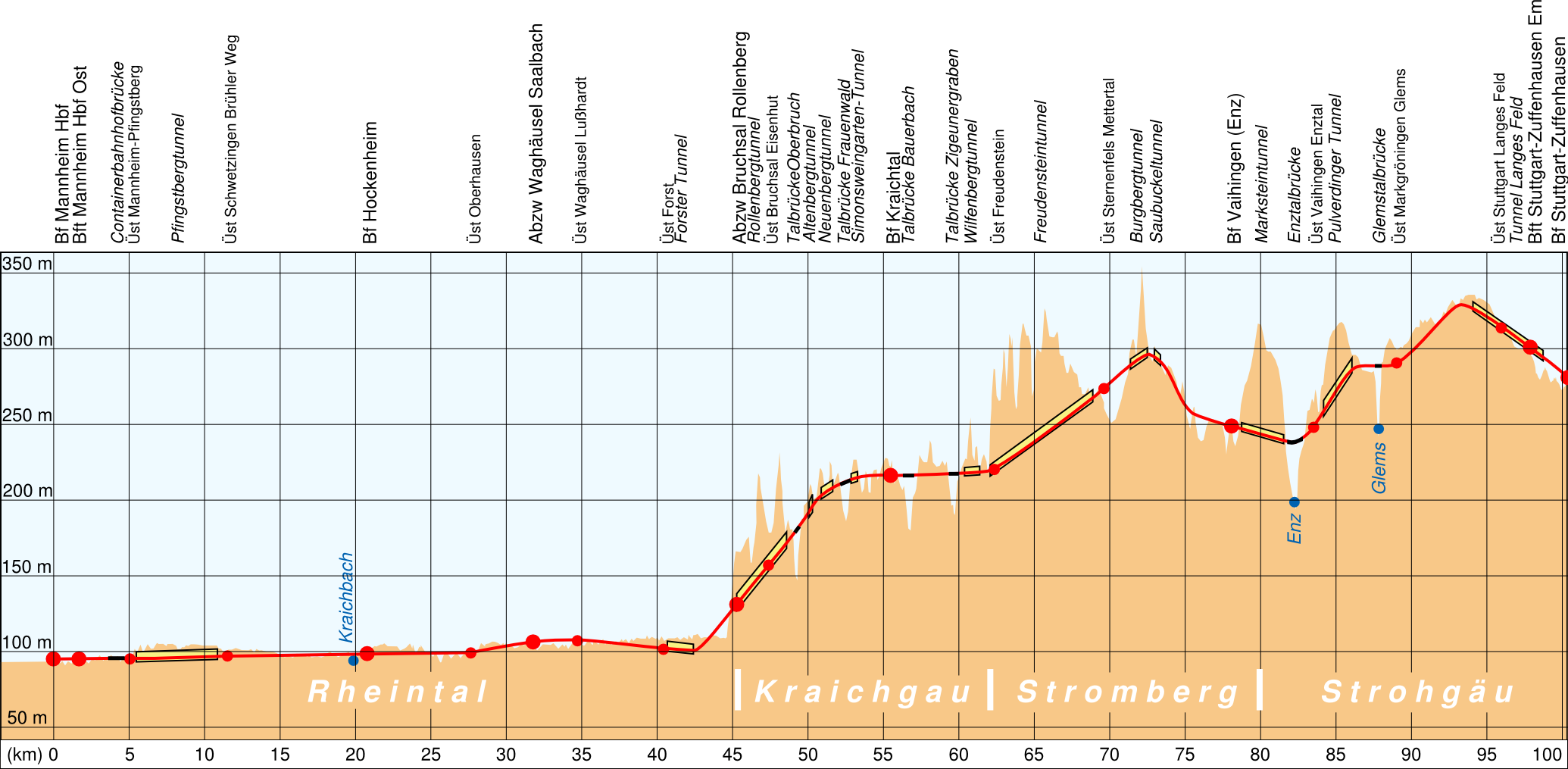
路線行程

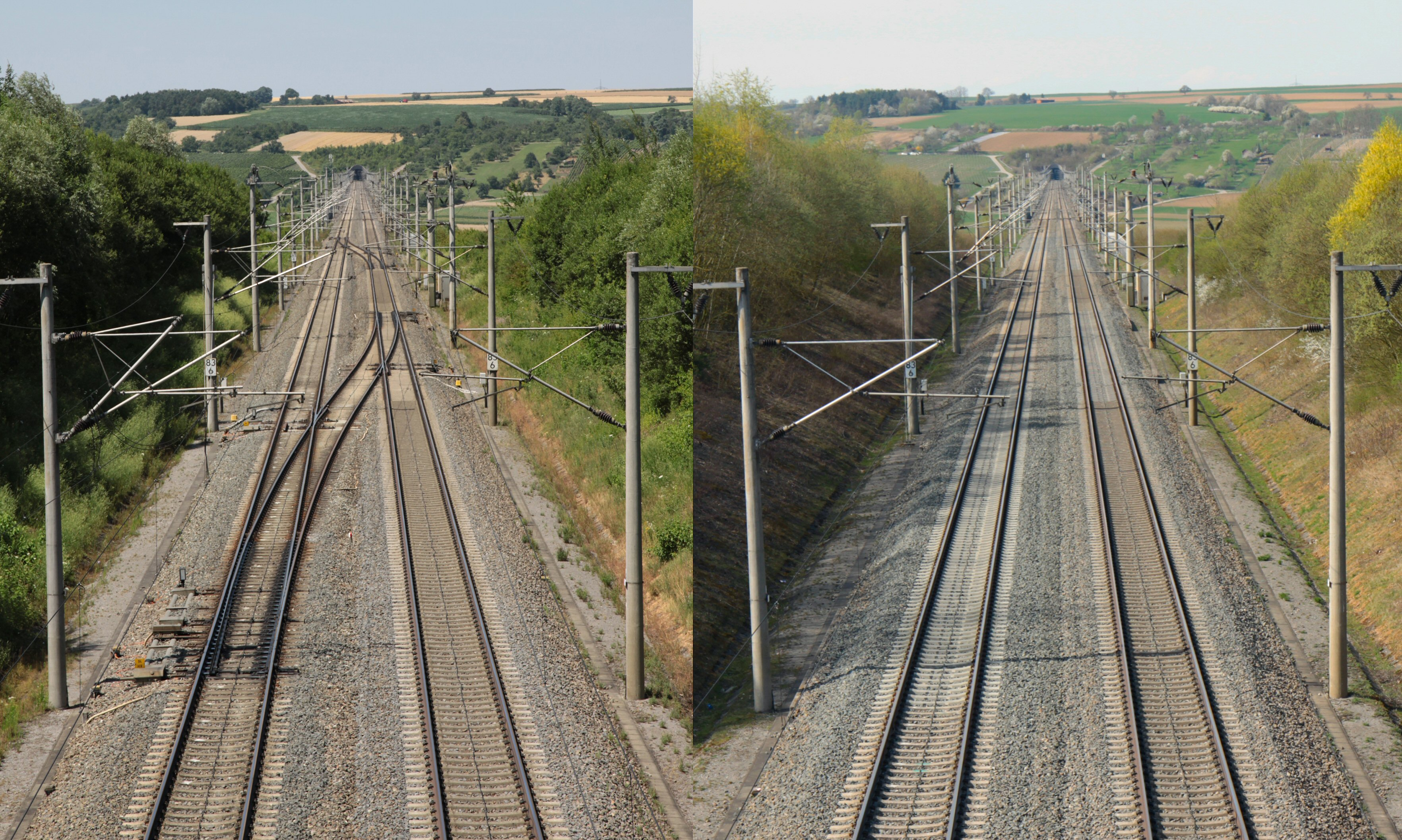
途中区間に設けられた渡り線

マンハイム-シュトゥットガルト高速線(マンハイム-シュトゥットガルトこうそくせん、ドイツ語: Schnellfahrstrecke Mannheim–Stuttgart)はドイツ、バーデン＝ヴュルテンベルク州の都市マンハイムと同州の州都シュトゥットガルトを結ぶ高速鉄道路線で、路線長99kmである。1991年5月9日に公式に開業し、同年6月2日よりICEが営業運転を開始した。同時期にハノーファー-ヴュルツブルク高速線も開業している。マンハイム-シュトゥットガルト高速線内には15箇所のトンネル区間、90箇所の橋梁区間が含まれ、当時45億ドイツマルクの建設費が費やされた。

## 計画
マンハイム、シュトゥットガルト間のバーデン＝ヴュルテンベルク州の2大都市間には1970年より新たな路線が計画されていた。既存の鉄道路線では河川や渓谷に沿っていることから高速列車の運行には不適当であった。1973年にドイツ連邦の運輸計画の一部に含まれ、重量貨物列車と軽量の高速旅客列車の両方が走行出来る規格が要求された。
- 最大勾配　1.25%（場合によっては2.0%）
- 最小曲率半径　4,800m～7,000m
- 最高運転速度　250～300km/h
- 1km当りの建設費　3,000万～5,000万ドイツマルク
- 2地点間の直接的な結びつき。

これらの条件を満たすために多くの橋梁やトンネルの建設が必要となった。フォルスタートンネル（Forster tunnel）では全体が地下水面のため新たな脱水技術が求められ、フロオウデンシュタイントンネルでは三畳紀の地層区間を通り、その結果大雨による高価な災害対策が求められた。1974年に最初のマンハイム-シュトゥットガルトルートの計画書が発行された。1975年に連邦運輸大臣による建設認可が下り、1976年に着工された。既に着工されていたが、6,000を超える異議申し立てによりルート変更も行われている。いくつかの工区では建設が完全に滞ることもあった。7地点では住宅地区近くでの開削トンネルの建設に関して反対が起こった。プフィングストベルクトンネルなどの長大トンネルは水源保護地域に宣言されているマンハイム＝ライナウ近くの森を通過するなど、環境との調和が課題であった。5～7kmおきに旅客列車や貨物列車の混合運行や保線の為、渡り線が設けられている。1985年まで全体の計画の問題は解決されなかった。

## 完工
最初の区間が完成したのは1987年5月31日でライン鉄道との分岐地点であるマンハイムとグラーベン＝ノイドルフ間である。最後はフロイデンシュタイントンネル区間の完成で、全線開業の数ヶ月前であった。 営業運転前には2,000回を超える試運転が行われ、高速線内での車内信号や非常ブレーキ等の運転士の習熟が行われた。

## 運行形態
1991年5月9日より営業運転が開始され、翌月よりICEの運行が開始された。最高運転速度は250km/hで遅延回復の際は280km/hでの運転が認められている。現在は遅れがあるにせよ最高運転速度は250km/hである。マンハイム、シュトゥットガルト間の所要時間は1991年の高速線の開業により90分から44分に短縮された。2007年現在ではさらに短縮されおおむね35～38分である。
現在は以下の系統のICEが運行されている。
- line 11:ベルリン・ブラウンシュヴァイク・カッセル・フルダ・フランクフルト・アム・マイン・マンハイム・シュトゥットガルト・ウルム・ミュンヘン　2時間毎

- line 22:ハンブルク・ハノーファー・ゲッティンゲン・カッセル・フルダ・フランクフルト・マンハイム・シュトゥットガルト　2時間毎

- line 42:アムステルダム/ドルトムント・ケルン・フランクフルト空港・マンハイム・シュトゥットガルト・ウルム・アウクスブルク・ミュンヘン

途中、ローレンベルク分岐点からはTGVを含む、ハイデルベルク、カールスルーエ方面からのICE及びIC系統も以下のように乗り入れる。
- IC 30：ハンブルク - ケルン - マインツ - マンハイム - シュトゥットガルト
- IC/EC 60：(ザルツブルク -) ミュンヘン - シュトゥットガルト - ブルクサール - カールスルーエ (- バーゼルl)
- IC/EC 62：フランクルフト (マイン)　- ハイデルベルク - シュトゥットガルト - ザルツブルク - リンツ/クラーゲンフルト/グラーツ (120分間隔)
- TGV/ICE 83：(ミュンヘン -) シュトゥットガルト - カールスルーエ - パリ

貨物列車の運行は夜間のみ行われている。

## ギャラリー

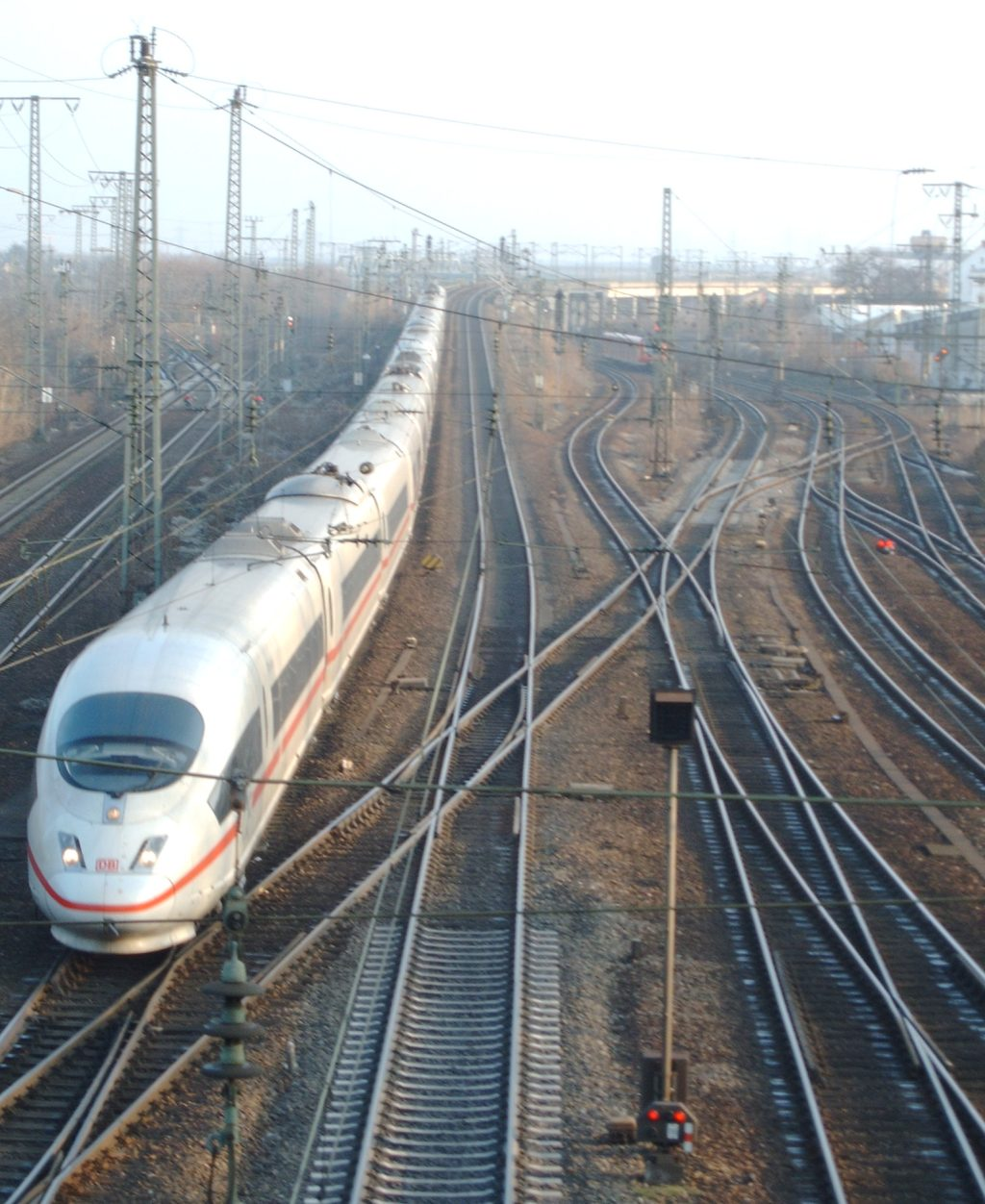
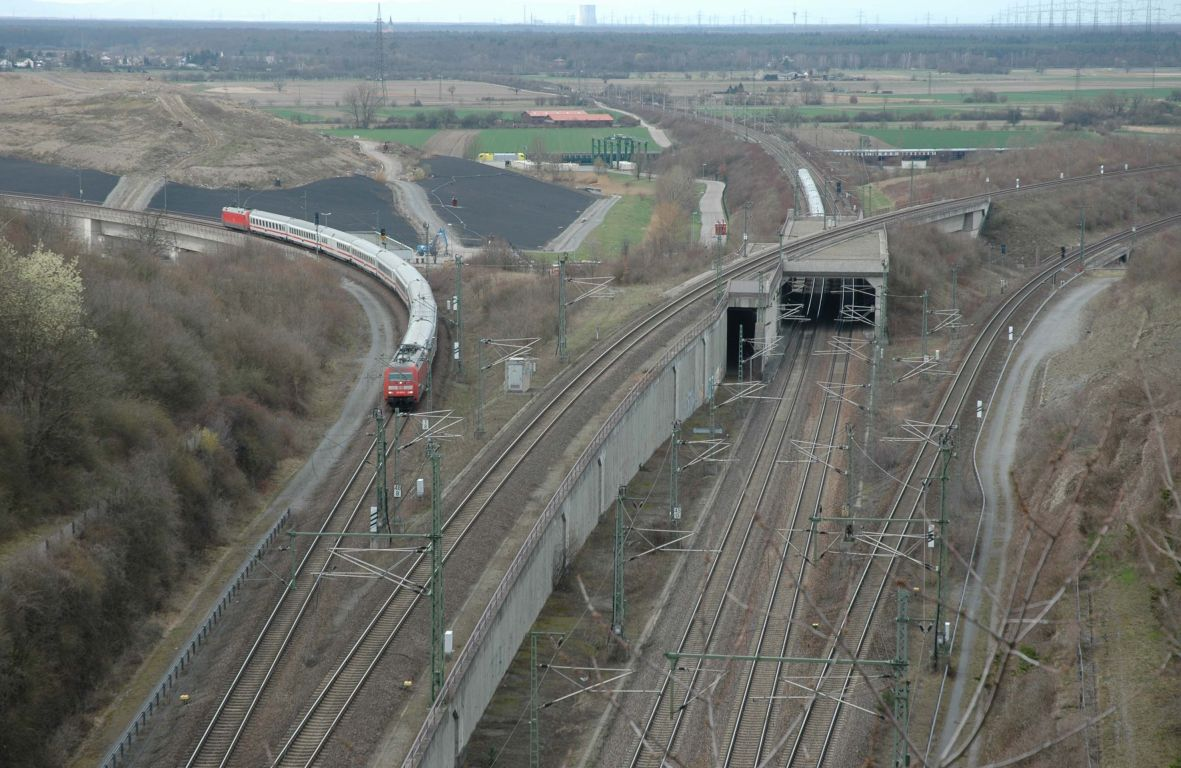
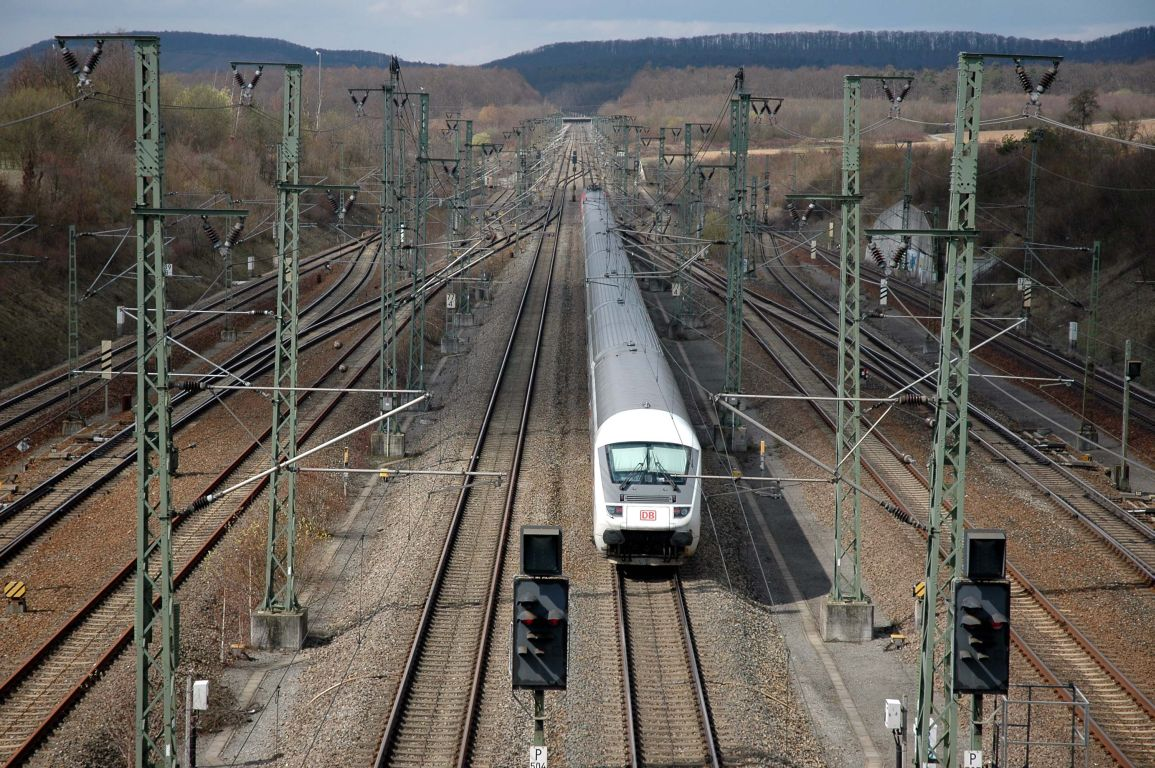
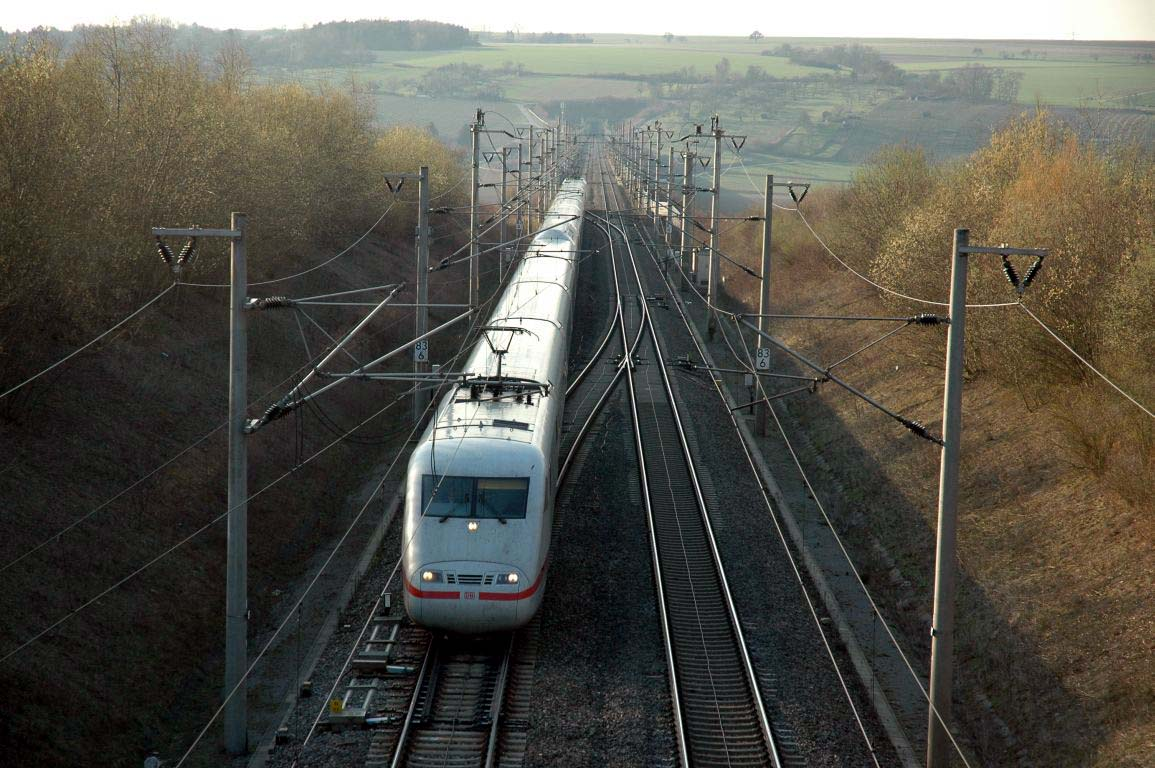